# Lvovská univerzita
Lvovská univerzita, původně Universitas Leopolensis, nyní oficiálně Lvovská národní univerzita Ivana Franka (ukrajinsky Львівський національний університет імені Івана Франка, Ľvivs’kyj narodnyj universytet imeni Ivana Franka), je univerzita sídlící v západoukrajinském Lvově, jedna z nejstarších univerzit na východ od Visly. Svými 18 fakultami patří k největším na Ukrajině.

## Dějiny a názvy

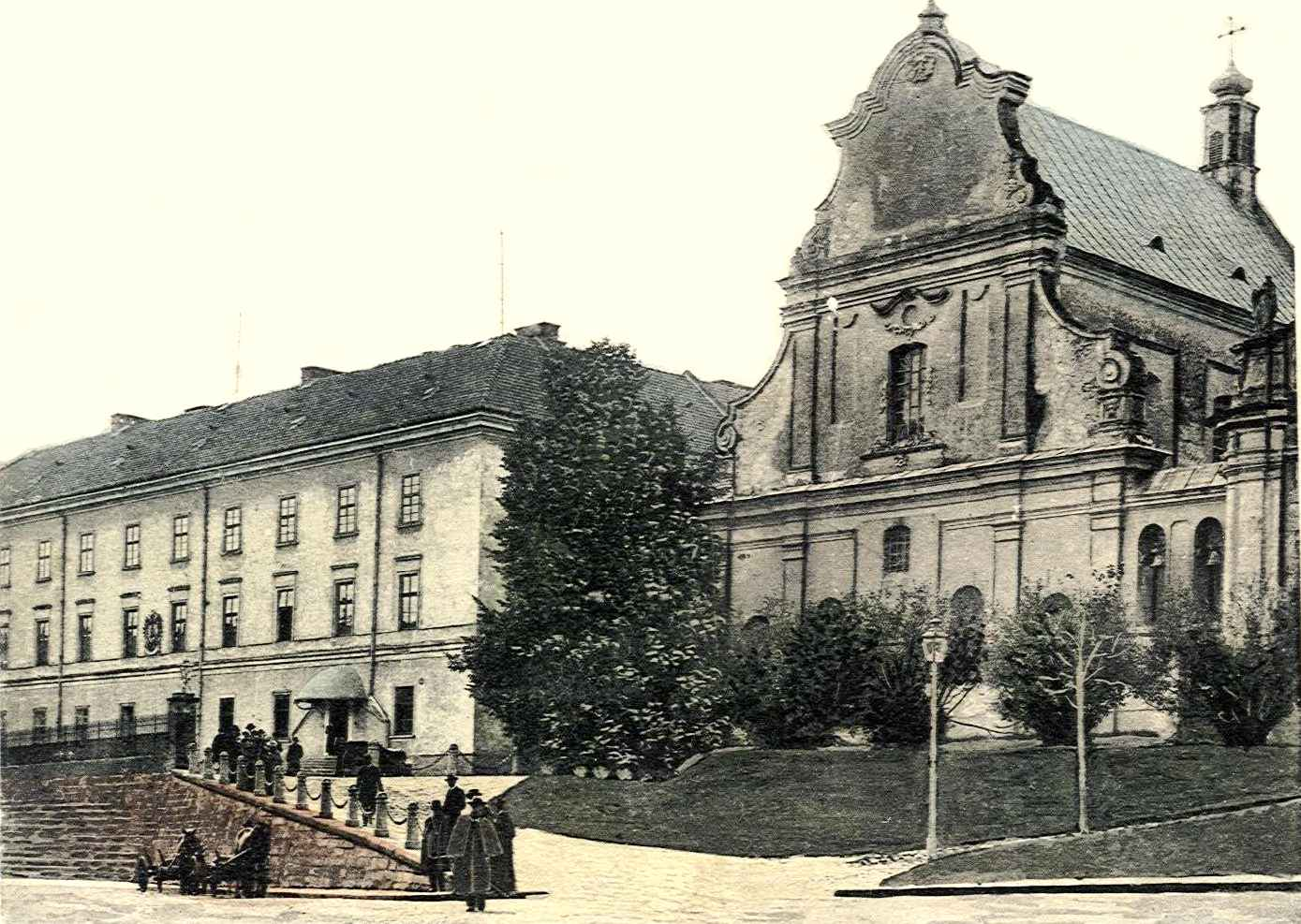
Stará budova univerzity s kostelem sv. Mikuláše

Škola byla založena polskými jezuity roku 1608 jako jezuitská kolej. Roku 1661 na žádost polského krále Jana II. Kazimíra získala titul „akademie“. V letech 1661–1773 ji nadále vedli jezuité až do zrušení řádu za vlády Marie Terezie. Teprve roku 1759 udělil papež Klement XIII. akademii statut univerzity. Vyučovalo se v latinském jazyce v oborech teologie, filozofie, matematika, práva, lékařství a umění. V letech 1784–1805 byla Josefinskou univerzitou, v letech 1805–1817 nesla titul Lvovské lyceum, po Vídeňském kongresu roku 1817 byl germanizována. V letech 1817–1918 byla nazývána "Univerzitou Františka I." 
V letech 1842–1844 byl pro univerzitu adaptován zrušený klášter trinitářů a přilehlý kostel sv. Mikuláše se stal kostelem univerzitním. Rektorem Lvovské univerzity v letech 1853–54 byl Ignác Vojtěch Lemoch (1802–1875).

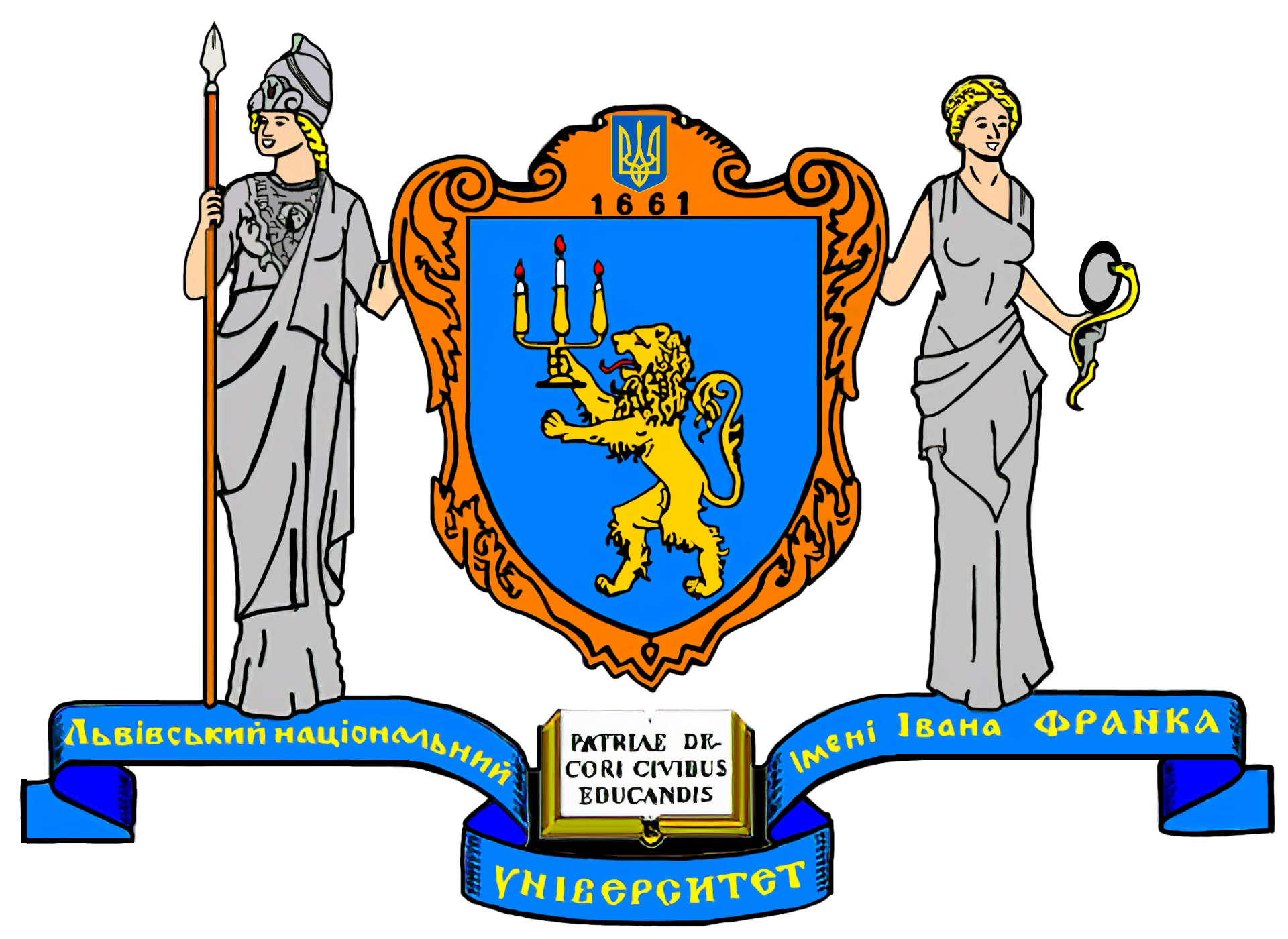
Znak Lvovské univerzity

V letech 1919–1939, tedy v době II. polské republiky nesla název "Univerzita Jana Kazimíra" (polsky Uniwersytet Jana Kazimierza). Poté, co se Lvov stal součástí Ukrajinské SSR, byla pojmenována po ukrajinském spisovateli a absolventu školy Ivanu Frankovi. Polští využující byli po válce (stejně jako ostatní polské obyvatelstvo z východního Polska) odsunuti do nově získaných oblastí na západě a pomáhali při obnově Vratislavské univerzity.

## Znak
Štítonoškami znaku univerzity z poloviny 19. století jsou bohyně Pallas Athéna jako patronka filozofie a práv a Hygieia jako patronka lékařské fakulty. Pod nimi je připojeno osvícenské heslo: Patriae decori civibus educandis (česky: Vlasti ozdobou jsou vzdělaní občané).

## Současnost
Univerzita má 18 fakult.
Celkový počet studentů na konci 20. století převyšoval 15 000 a do února roku 2022 dosahoval kolem 22 000. V ratingu světových univerzit zaujímá 2105. místo a mezi ukrajinskými univerzitami je na 6. místě. Současným rektorem je Volodymyr Melnyk, filozof. 

## Slavní absolventi
Například Stanisław Lem, Bruno Schulz, Ludwig Fleck, Jakub Filip Kulik, Henryk Kolischer, Jaroslav Rudnyckyj, Ivan Kaljajev, Edward Rittner, Andrij Sybiha, Kazimierz Twardowski, Władysław Witwicki, Rudolf Weigl, Zygmunt Gorazdowski, přírodovědec Leopold Johann Nepomuk von Sacher či matematici spjatí s meziválečnou Lvovskou matematickou školou.